# Liste der Naturdenkmäler in Salzburg
Die Liste der Naturdenkmäler in Salzburg listet alle als Naturdenkmal ausgewiesenen Objekte in der Stadt Salzburg im Bundesland Salzburg auf.

## Naturdenkmäler
| Foto |                 | Name                                                  | ID       | Standort                                             | Beschreibung | Fläche  | Datum      |
| ---- | --------------- | ----------------------------------------------------- | -------- | ---------------------------------------------------- | --- | ------- | ---------- |
| 1    | Datei hochladen | Eiche am Erentrudishof                                | NDM00019 | Salzburg, Gneiserstr. 16 KG: Morzg Standort          | Die einstämmige Eiche prägt das Bild der Landschaft östlich des Kommunalfriedhofes. Sie war früher für die Schweinemast wichtig. | 95 m²   | 1933       |
| 1    | Datei hochladen | Linde in der Körblleitengasse                         | NDM00069 | Salzburg KG: Maxglan Standort                        | Die 150-jährige Linde stockt an der Körblleitengasse. Ursprünglich ein einsamer Wegrandbaum mit einem Bildstock, prägt der Baum heute den kleinstrukturierten Siedlungsraum. | 38 m²   | 1963       |
| 1    | Datei hochladen | Eichengruppe am Wolfsgartenweg                        | NDM00070 | Salzburg KG: Aigen I Standort                        | Die Bäume des einstigen Wolfsgartengutes sind „Schmerbäume“, die der Schweinemast dienten. | 76 m²   | 1963       |
| 1    | Datei hochladen | Platane im Fordhof in Salzburg                        | NDM00075 | Salzburg Standort                                    | Die Platane ist einer von zwei noch bestehenden Bäumen, die sich im Park des ehemaligen Luxushotels Hotel de l’Europe (betrieben 1865–1938; Gebäude und Park bestehend bis 1949/1950) befanden. Die beiden Bäume sind der einzige noch existierende Bestand jener Zeit. Unter Schutz seit 1964.       | 113 m²  | 1964       |
| 1    | Datei hochladen | Linde in der Glaserstraße                             | NDM00078 | Salzburg KG: Aigen I Standort                        | Die Linde an der Glaserstraße ist eine alte typische Hoflinde des Urbangutes in Glas bei Aigen. | 92 m²   | 1966       |
| 1    | Datei hochladen | Eichen an der Watzmannstraße in Aigen                 | NDM00079 | Salzburg KG: Aigen I Standort                        | Einst an einem Feldweg des Kirchenfeldes stockend, sind dieses Bäume alte Kulturrelikte im mittlerweile geschlossenen Siedlungsraum. | 744 m²  | 06.09.1966 |
| 1    | Datei hochladen | Baumgruppe am Fuchshügel Aigen                        | NDM00080 | Salzburg KG: Aigen I Standort                        | Eine Eiche, eine Esche und eine Hainbuche stocken eine Baumgruppe bildend weithin sichtbar auf einem Ausläufer des Kühberges über der Kühbergstraße in Parsch. | 739 m²  | 1966       |
| 1    | Datei hochladen | Baumreihe an der Grenze GP 529/1 u. 700/1 d. KG Aigen | NDM00082 | Salzburg KG: Aigen I Standort                        | Vier Eichen und eine Linde stocken westlich der Friedhofsstraße am Rand des einstigen Kirchenfeldes und waren dabei ein häufiges Motiv für die Maler des Aignerparkes nach 1800. | 0,35 ha | 1966       |
| 1    | Datei hochladen | Stephan-Ludwig-Roth-Eiche in Morzg                    | NDM00091 | Salzburg KG: Morzg Standort                          | Unter diesem Baum rastete am 15. September 1817 Stephan Ludwig Roth auf einer Reise. | 490 m²  | 1969       |
| 1    | Datei hochladen | Moorwäldchen in Sam                                   | NDM00093 | Salzburg KG: Hallwang II Standort                    | Ein kleiner Rest des Schallmooses im Ortsteil Sam. Er bildet den Kernbereich des Samer Mösls. | 4,19 ha | 14.09.1970 |
| 1    | Datei hochladen | Linden in Freisaal                                    | NDM00100 | Salzburg Standort                                    | Die Linden in Freisaal sind ein Ensemble von vier Bäumen, die um 1810 am Freisaalweg (von der Akademiestraße zum Schloss Freisaal führend) als symbolischer Schutz um einen alten Marienbildstock gepflanzt wurden.                                                                                   | 0,12 ha | 1972       |
| 1    | Datei hochladen | Fichte bei der Hellbrunner Allee                      | NDM00101 | Salzburg KG: Morzg Standort                          | In extensiv genutzten Wiesen waren Bäume als Schattenspender einst begehrt. Als ein solches Kulturrelikt hat sich unweit der Hellbrunner Allee diese Fichte erhalten. | 754 m²  | 1972       |
| 1    | Datei hochladen | Hecke an der Schwarzenbergpromenade                   | NDM00111 | Salzburg KG: Aigen I Standort                        | Die typischen Villen in Aigen besaßen stets einen stattlichen baumbestandenen Garten. Bei der Villa Philipps, erbaut 1853 hat sich eine solche typische Gartengestaltung von mächtigen Bäumen umgeben bis heute erhalten.                                                                             | 0,44 ha | 1973       |
| 1    | Datei hochladen | Schwarzkiefer im Fordhof                              | NDM00114 | Salzburg Standort                                    | Die Schwarzkiefer ist einer von zwei noch bestehenden Bäumen, die sich im Park des ehemaligen Luxushotels Hotel de l’Europe (betrieben 1865–1938; Gebäude und Park bestehend bis 1949/1950) befanden. Die beiden Bäume sind der einzige noch existierende Bestand jener Zeit. Unter Schutz seit 1973. | 113 m²  | 1973       |
| 1    | Datei hochladen | Maler-Fischbach-Eichen                                | NDM00120 | Salzburg, Aigner Straße 25 KG: Aigen I Standort      | Der bekannte Maler Johann Fischbach erbaute sich 1851 eine Villa in Aigen und gestaltete einen weitläufigen Garten. Ein Rest dieses Gartens sich die drei geschützten Eichenbäume, die in der Romantik eine besondere Bedeutung erhielten.                                                            | 0,12 ha | 1973       |
| 1    | Datei hochladen | Buche in Aigen                                        | NDM00128 | Salzburg KG: Aigen I Standort                        | Der Violinvirtuose Joseph Joachim erbaute sich 1876 eine Villa und bepflanzte das zugehörige Gartengrundstück. Die Rotbuche stellt einen Rest dieses Gartens dar. | 227 m²  | 1975       |
| 1    | Datei hochladen | Pappel am Josef-Mayburger-Kai                         | NDM00173 | Salzburg KG: Itzling Standort                        | Die mächtige Schwarzpappel mit einem Stammumfang von über 6 m ist ein letzter Rest des einstigen Weichholzaubestandes entlang der Salzach. Heute befindet sich dort auch eines Kinderspielplatz. | 0,13 ha | 1979       |
| 1    | Datei hochladen | Eiche bei der Glaserstraße in Aigen                   | NDM00174 | Salzburg KG: Aigen I Standort                        | Als Relikt eines alten Bauerngutes hat sich an der Glaserstraße ein mächtiger Eichenbaum erhalten. | 754 m²  | 1980       |
| 1    | Datei hochladen | Eiche an der Sebastian-Kneipp-Straße                  | NDM00177 | Salzburg KG: Maxglan Standort                        | Die Eiche am Rand der Sebastian-Kneipp-Straße ist ein Relikt der einstigen Moorstreuwiesen am Rand des Untersberger Moores und des dortigen Eichetwaldes. | 490 m²  | 1980       |
| 1    | Datei hochladen | Eiche an der Steinbruchstraße Salzburg                | NDM00196 | Salzburg KG: Salzburg Standort                       | Die Eiche an der Steinbruchstraße in Salzburg, Stadtteil Riedenburg, teilt sich in etwa 5 Meter Höhe in mehrere starke Äste. Der Stamm ist mit Efeu umwuchert. | 352 m²  | 1984       |
| 1    | Datei hochladen | Hainbuche am Freisaalweg                              | NDM00202 | Salzburg KG: Salzburg Standort                       | Als eindrucksvoller Baum einer gründerzeitlichen Villa am Wäscherbach, die später lange das Institut für Botanik der Salzburger Universität beherbergte, hat sich diese besonders ebenmäßige mächtige Hainbuche erhalten.                                                                             | 490 m²  | 1986       |
| 1    | Datei hochladen | Eiche an der Buchholzhofstraße                        | NDM00206 | Salzburg KG: Morzg Standort                          | Der Baum ist ein Kulturrelikt und erinnert an die einstigen Extensivwiesen mit ihrem eingestreuten Baumbestand nächst der Hellbrunner Allee. | 346 m²  | 1986       |
| 1    | Datei hochladen | Eiche an der Itzlinger Hauptstraße                    | NDM00207 | Salzburg KG: Itzling Standort                        | Der Baum prägt an der hohen Böschung über der Itzlinger Hauptstraße das Bild westlich der Goethe-Siedlung. | 346 m²  | 1987       |
| 1    | Datei hochladen | Linde bei der Liegenschaft Neutorstr.30a              | NDM00215 | Salzburg, Neutorstraße 30a KG: Salzburg Standort     | Die Linde bei der Liegenschaft Neutorstraße 30a liegt im Stadtteil Riedenburg. Der mehrstämmige Baum stockt weithin einsehbar am Grundstücksrand nächst der Kreuzung Neutorstraße/Hübnergasse/Leopoldskronstraße.                                                                                     | 240 m²  | 1987       |
| 1    | Datei hochladen | Rotbuche an der Hofhaymerallee                        | NDM00218 | Salzburg, Hofhaymerallee 13 KG: Morzg Standort       | Die Rotbuche an der Hofhaymerallee 13 liegt als Rest des weitläufigen Gartens der Gründerzeitvilla Schider. Sie ist heute nur von Süden her einsehbar. | 415 m²  | 1988       |
| 1    | Datei hochladen | Eichen am Ludwig-Zeller-Weg                           | NDM00224 | Salzburg KG: Aigen I Standort                        | Die Eichen am Ludwig-Zeller-Weg sind ein Ensemble aus drei Eichen, welche früher zum Gartenensemble des Malers Johann Fischbach gehörte, das durch den Bau der Bahnlinie aber abgetrennt wurde. | 454 m²  | 1989       |
| 1    | Datei hochladen | Eiche am Flurweg                                      | NDM00225 | Salzburg, Flurweg 19 KG: Morzg Standort              | Einst bildete der Baum einen alten Grenzbaum des alten Davidengutes. Heute stockte er an der Grenze des Baulandes und ist weithin sichtbar. | 226 m²  | 1989       |
| 1    | Datei hochladen | Linde an der Gärtnerstraße                            | NDM00232 | Salzburg KG: Salzburg Standort                       | Die Linde an der Gärtnerstraße gehörte einst zum erweiterten Park des Mölckhofes und teilt sich in etwa 4 Meter Höhe in mehrere Äste. Das Naturdenkmal befindet sich im Stadtteil Riedenburg von Salzburg.                                                                                            | 226 m²  | 1991       |
| 1    | Datei hochladen | Birnbaum beim Hofstetter am Gaisberg                  | NDM00234 | Salzburg KG: Gaisberg I Standort                     | Als letzter Rest eines einstigen Obstgartens hat sich heute inmitten einer Wiese stockend am Gaisberghang eine über 180 Jahre alter Birnbaum erhalten. | 124 m²  | 1991       |
| 1    | Datei hochladen | Eichen an der Faistauergasse                          | NDM00237 | Salzburg KG: Morzg Standort                          | Die Eichen mit ihren drei mächtigen Bäumen wachsen auf einem Privatgrundstück zwischen der Faistauergasse, der Alpenstraße und dem AYA-Bad. | 557 m²  | 1992       |
| 1    | Datei hochladen | Rosskastanie an der Bachstraße                        | NDM00243 | Salzburg KG: Gnigl Standort                          | Die Rosskastanie an der Bachstraße wurde um 1900 im Garten der Villa Lankes gepflanzt teilt sich in einer Höhe von ca. 150 cm in zwei Stämme. Sie liegt auf einem Privatgrundstück, an der Kreuzung zur Samstraße, ist aber trotzdem zugänglich.                                                      | 226 m²  | 1994       |
| 1    | Datei hochladen | Lindengruppe beim Montforterhof                       | NDM00244 | Salzburg KG: Morzg Standort                          | Die vier Linden umrahmen als symbolischen Schutzbäume einen alten Bildstock, der auf die Zeit vor 1790 zurückgeht. Heute prägen sie eindrucksvoll das Landschaftsbild im Grünraum nächst dem Montforterhof.                                                                                           | 598 m²  | 1996       |
| 1    | Datei hochladen | Eiben an der Ernest-Thun-Straße                       | NDM00249 | Salzburg, Ernest-Thun-Straße 7 KG: Salzburg Standort | Das Ensemble der Eiben an der Ernest-Thun-Straße 7 besteht aus 3 Bäumen. Die Bäume erinnern an jenen Garten, in dem einst Georg Trakl als Gast seines Freundes Erhard Buschbeck gerne spazieren ging. Sie sind über die Zufahrt des Hauses Nr. 9 zugänglich.                                          | 254 m²  | 2002       |
| 1    | Datei hochladen | Eiche an der Aigner Straße 9                          | NDM00251 | Salzburg, Aigner Straße 9 KG: Aigen I Standort       | Die Eiche an der Aigner Straße 9 steht im Innenhof mehrerer Wohnblocks. Sie ist trotzdem ohne Einschränkungen zugänglich. Der Stamm teilt sich in einer Höhe von 2,5 bis 4 Metern in mehrere Äste auf.                                                                                                | 330 m²  | 2005       |
| 1    | Datei hochladen | Ephemerer Tümpel beim Krautwächterhaus                | NDM00256 | Salzburg KG: Salzburg Standort                       | Der ephemere Tümpel beim Krautwächterhaus ist ein im Salzburger Stadtteil Nonntal befindlicher, zeitweise austrocknender Tümpel, der als Lebensraum seltenster Wimpertierchen (Ciliaten) eine besondere Bedeutung besitzt. Er ist leicht zugänglich, da das Gebiet von Gehwegen durchzogen ist.       | 0,53 ha | 2012       |
| 1    | Datei hochladen | Joseph Joachim Eichen                                 | NDM00258 | Salzburg KG: Aigen I Standort                        | Die drei Eichen sind der Rest eines historischen Gartens der Villa des berühmte Violinvirtuosen Joseph Joachim, die der Musiker unmittelbar vor seinem Musikzimmer pflanzte. | 603 m²  | 19.05.2014 |

## Ehemalige Naturdenkmäler
| Foto |                 | Name                           | ID       | Standort                       | Beschreibung | Fläche | Datum |
| ---- | --------------- | ------------------------------ | -------- | ------------------------------ | --- | ------ | ----- |
| 1    | Datei hochladen | Bäume im Gemeindepark in Gnigl | NDM00009 | Salzburg KG: Gnigl Standort    | ist im GLT Gnigler Park aufgegangen.                                                                                          |        |       |
| 1    | Datei hochladen | Kastanie am Aiglhof            | NDM00092 | Salzburg KG: Salzburg Standort | Das Naturdenkmal Kastanie am Aiglhof wurde 2014 aus Sicherheitsgründen gefällt, der Schutz als Naturdenkmal wurde aufgehoben. |        | 1970  |
| 1    | Datei hochladen | Oberdossen-Linde in Gneisfeld  | NDM00089 | Salzburg KG: Morzg Standort    | Die Oberdossen-Linde in Gneisfeld wurde 2014 aus Sicherheitsgründen gefällt, der Schutz als Naturdenkmal aufgehoben.          |        | 1969  |

| Foto:                    | Fotografie des Naturdenkmals. Klicken des Fotos erzeugt eine vergrößerte Ansicht. Daneben finden sich zwei Symbole: \| Weitere Bilder vorhanden \| Das Symbol bedeutet, dass weitere Fotos des Objekts verfügbar sind. Durch Klicken des Symbols werden sie angezeigt. \| \| Eigenes Foto hochladen \| Durch Klicken des Symbols können weitere Fotos des Objekts in das Medienarchiv Wikimedia Commons hochgeladen werden. \| |
| Name:                    | Bezeichnung des Naturdenkmals laut offiziellen Quellen |
| ID                       | Identifikator |
| Standort:                | Es ist die Gemeinde und falls vorhanden die Adresse angegeben. Darunter sind die Katastralgemeinde (KG) und die Grundstücksnummer angeführt. Durch Aufruf des Links Standort wird die Lage des Denkmals in verschiedenen Kartenprojekten angezeigt. |
| Beschreibung             | Kurze Beschreibung des Naturdenkmals |
| Fläche                   | Fläche des Naturdenkmals in Hektar (ha) |
| Datum                    | Datum oder Jahr der Unterschutzstellung |
| Weitere Bilder vorhanden | Das Symbol bedeutet, dass weitere Fotos des Objekts verfügbar sind. Durch Klicken des Symbols werden sie angezeigt. |
| Eigenes Foto hochladen   | Durch Klicken des Symbols können weitere Fotos des Objekts in das Medienarchiv Wikimedia Commons hochgeladen werden. |